# Кутумбет
Кутумбе́т — аул в Азовском немецком национальном районе Омской области. Входит в Пришибское сельское поселение.

## История
Селение заведено в 1800 году как киргизский аул. Позже в составе Омского уезда Акмолинской области.
В 1921 году рядом с аулом был заведён Кутумбет 2-й, как выселок из Кутумбет 1-й. Позже эти аулы были объединены.
На 1925 год входил в Аульный сельский совет № 8. Насчитывалось 17 хозяйств, 90 человек.
На 1926 год имелось 5 хозяйств и 29 человек.
На 1991 год аул входил в Пришибский сельский совет Одесского района. Являлся участком колхоза имени Карла Маркса.

## Население
- 1925 — 90 человек;
- 1926 — 29 человек (17 м — 12 ж).

| 2002 | 2010 | 2021 |
| ---- | ---- | ---- |
| 64   | ↘23  | ↘18  |